# Zářecká Lhota
Zářecká Lhota är en ort i Tjeckien.   Den ligger i regionen Pardubice, i den centrala delen av landet, 130 km öster om huvudstaden Prag. Zářecká Lhota ligger 338 meter över havet och antalet invånare är 167.
Terrängen runt Zářecká Lhota är huvudsakligen platt, men österut är den kuperad. Terrängen runt Zářecká Lhota sluttar brant västerut. Runt Zářecká Lhota är det ganska tätbefolkat, med 54 invånare per kvadratkilometer. Närmaste större samhälle är Choceň, 1,9 km nordväst om Zářecká Lhota. Omgivningarna runt Zářecká Lhota är en mosaik av jordbruksmark och naturlig växtlighet.